# 新米基利西克
48°24′38″N 28°4′42″E / 48.41056°N 28.07833°E
新米基利斯克（烏克蘭語：Новомикільськ）是位於烏克蘭西南部的村莊，由文尼察州裡莫希利夫-波季利斯基区的巴布欽齊市鎮負責管轄。該村始建於1908年，面積0.4平方公里，海拔高度198米，2001年人口63，人口密度每平方公里157.5人。